# アーケードゲーム基板
アーケードゲーム基板（アーケードゲームきばん）とは、アーケードゲームに使用するプリント基板、またはそれに各種電子部品を搭載した状態の、入出力装置を除いたアーケードゲームシステム一式のこと。ゲーム用語で単に「基板」と言った場合、多くはこのアーケードゲーム基板のことを指す。「基盤」とするのは誤字。

## システム基板
新しいゲームを作る度に基板を設計していてはコストがかかるので、多くの場合は主な回路を共通部分として使用し、ゲームによってプログラムROMを差し替えるなどして効率化を図る。このとき、共通して使用するベースとなる基板をシステム基板、またはマザーボードと呼ぶ。家庭用ゲーム機で言えば、システム基板がゲーム機本体、ゲーム部分がカートリッジやCD-ROMにあたる。
通常の基板が12万円から30万円程度なのに対して、ソフトのみの場合はおおよそ半額が相場であるため、基板部分が安価な場合は専用基板として販売したほうが利益率が高い。そのためシステム基板として販売される理由の1つとして、高機能な基板で導入コストは高いが、あとから高機能を生かしたソフトウェアを安価に供給するという宣伝がなされる。
ただし、人気作の場合は基板とセットでの発売日のほうが早く設定されるため、メリットがさほど受けられない場合も多い。また、システム基板で大ヒット作が出た場合、追加生産時のコストを抑えるため使用しない機能を省いた専用基板を作成し、原価を抑えることも行われる。
もう一つの理由はゲーム交換の簡便さと低コストを売りにしたものである。こちらは感覚的に家庭用ゲーム機に近いものであり、さほど高機能ではない場合もある。
一方、業界紙「ゲームマシン」第477号（1984年8月1日）によると、ハードの高度化によりグレードアップされたり、無許可で複製するコピー業者が現れた場合に基板を変更するなど、新たなシステム基板へ移り変わっていったというなお、新基板が開発された後でも、さほどスペックを要求しないゲームであれば旧基板のユーザーを対象に製作し、安価で販売することもある。
コピー対策の一つとしてドングルが採用されている。大型で設置に時間がかかるゲームの場合、筐体部分を稼働開始日より早くゲームセンターに到着するように発送し、ドングルのみを稼働開始日に到着するように発送するという手法が取られている。
初期のシステム基板は、基板に搭載したROMを直接交換する方式をとっていた。後年になりゲーム部分をサブボードとして供給する方式が普及した。更に後年になるとロムカートリッジ、CD-ROM、USBドングルによる作品起動制御で供給する方式も登場している。
後述の互換基板以外の基板は単にプリントサーキットボード形式と呼ばれることもある。プリントサーキットボード形式の基板を採用したゲームはケイブの「怒首領蜂最大往生」が最後となっている。

## 互換基板
アーケードゲーム基板は、各メーカーの得意分野を生かすため、または家庭用ゲーム機との差別化のために、性能を重視した専用に近いハードを設計していた。それに対し互換基板では、家庭用ゲーム機の技術を応用し、基板の性能での差別化よりも価格面での有利さを生かすことに主眼を置いた。家庭用ゲーム機の性能が向上するにつれ、徐々に両者の性能差は小さなものとなり、Steamでの開発も顕著になっていった。特に家庭ゲームにおいて完全なPCB基板を採用するケースが発生したのは2013年発売のXbox Oneからである。
MVSとNEO-GEOは業務用と家庭用でハードウェアスペックが同一（初期の、メモリーカード対応タイトルではセーブデータも互換、ついで言えば初期タイトルにおいては業務用OP価格と家庭用の小売価格が同じ）という特殊な例である。
1990年代前半以降、大手メーカー各社は独自の3DCG基板を開発するが、ハードウェアの複雑化、性能向上の困難さにより基板が大型化・高価格化し、大型筐体などでしか活用できないものになっていた。その打開策として、高性能と低価格を兼ね備えて成功していた当時の家庭用ゲーム機の3DCG技術を、業務用基板に応用する道を選んだ。双方でアーキテクチャが共通している場合が多いため、アーケードから家庭用への移植が簡単になった。ただし、これが災いしてプレイヤーのアーケード離れと、ゲームセンター運営者のビデオゲーム離れを招いた。このために見込み販売本数を従来よりも少なく見積もることとなり、基板のコストダウンの効果をさほど受けることが出来なくなった。このため、市場縮小に伴いメーカーの設定する基板価格は高騰する一方である。
2000年代以降は、基板を独自設計することにコスト的なメリットが完全に無くなっており、PC互換で汎用OS搭載のゲーム基板が各社から発売されるようになった。DVD-ROMやハードディスクで供給されるものが主流となっており、ハードディスクを採用してなおかつネットワークに接続しているゲームの場合は、ネットワークを介してゲームのアップデートを行う事が多い。
1990年代ではNAOMIなどのセガの基板が家庭機であるドリームキャストとの完全な互換性を確保し、スペックを向上させていった。基板がWindowsに変更され始めたのは2000年代からであり、コナミで2001年に稼働したフォーチュンオーブで業界で初めてPCB基板が採用され、その後はBEMANI作品以外ではかなり早い段階からPCB基板に移行した後、2007年におけるポップンミュージック14およびギターフリークス&ドラムマニアV3より後の作品、2008年におけるDance Dance Revolution Xの稼働時の基板変更でPS2の基板が廃止され、ほぼすべての作品の基板がWindows Embleddedに統一されている。ただし、Beatmania iidxにおいては9thからEMPRESSまでPCB基板がアーケード用、家庭版がPS2用でゲームデータが乱立していた時期が存在した。セガではSTARHORSE2で初めてWindows基板を採用し、2009年のRINGEDGEから本格的に移行している。ナムコはSYSTEM ESから移行したが、バンダイも含める場合はデータカードダスが登場した2005年の段階でWindows XPが基板に採用されている。

### 主な互換アーキテクチャ
ファミリーコンピュータ
任天堂VS.システム（任天堂）
セガ・マークIII
システムE（セガ）
メガドライブ
Cボード / C2ボード（セガ）
メガドライブ互換基板（データイースト）、High Seas Havoc（邦題・キャプテンラング）のアーケード版に使用。基板にSEGAのカスタムチップ類が搭載されている。
NEO-GEO
MVS（SNK）
プレイステーション
SYSTEM10 / SYSTEM11 / SYSTEM12（ナムコ）、ZN-1 / ZN-2（ソニー/ソニー・コンピュータエンタテインメント）、GX700 / GV999  / ZV610 / GQシステム（コナミ）、TPSシステム（テクモ）、FXシステム / G-NETシステム（タイトー）
セガサターン
ST-V（セガ）
NINTENDO 64
Aleck64（セタ）
ミッドウェイ・ゲームズのクルージンUSAやキラーインスティンクトなどで、NINTENDO64の海外向けの仮称だったULTRA64とNINTENDOのロゴがデモで表示されるが、実際には別のアーキテクチャ上で動作する。
PlayStation 2
SYSTEM246 / SYSTEM256 / SYSTEMスーパー256（ソニー・コンピュータエンタテインメント/ナムコ）、2000年代のコナミ作品（『ポップンミュージック』シリーズ、『ダンスダンスレボリューション』など）で採用。 ※コナミは一部作品でPS2互換基板ではなく業務用に改造したPS2そのものを採用していた。
ドリームキャスト
NAOMI / NAOMI2 / SYSTEMSP（セガ）、ATOMISWAVE（サミー）
Xbox
Chihiro（セガ）
ニンテンドー ゲームキューブ
トライフォース（ナムコ・セガ・任天堂）
PC/AT互換機（パーソナルコンピューター）
WOLFシステム、Taito Type X / Taito Type X+ Taito Type X2（タイトー）、LINDBERGH、RING、Nu、ALLS（セガ）、System N2、SYSTEM ES1（ナムコ）、eX-BOARD（エクサム）、SkoPRO（AMI、サクセス、スコーネック）、現在のコナミ製品（PCを採用したコナミ製品にはシステム基板名が定められていない）。Type X、RING、eX-BOARD、SkoPRO、コナミ基板はWindows系OS、LINDBERGH（BLUEは除く）、System N2、SYSTEM ES1、AP-3はLinuxを、WOLFシステムはMS-DOSを採用。LINDBERGH（BLUEのみ）、RINGはWindows XPを使用。SYSTEM ES2PLUS、ES3はWindows 7を、NuはWindows 8のOSを、ALLSはWindows 10を使用。
PlayStation 3
SYSTEM357（バンダイナムコゲームス）
Wii
Wii互換基板（カプコン） ※『タツノコ VS. CAPCOM』で使用。
PlayStation 4
アーケード用にカスタマイズしたPlayStation 4本体を『ディシディア ファイナルファンタジー』（スクウェア・エニックス、コーエーテクモゲームス）に採用。

## アーケードゲーム基板の一覧
IGS
- PGMシステム / PGM2 / PGM3

アイマックス
- MACSシステム

アイレム（現・アイレムソフトウェアエンジニアリング）
- アイレムM62システム / アイレムM72システム / アイレムM82システム / アイレムM92システム

アタリ
- Atari System 1 / Atari System 2 / G1 / G42 / GX2 / Cojag / GT
- Flagstaff / Phoenix / Seattle / Media GX / Vegas / Denver

アルゼ（旧 ユニバーサル販売）
- AP-3

exA-Arcadia（エクサ・アルカディア）
- exA-Arcadia

エクサム
- eX-BOARD

エスアイエレクトロニクス
- SYSTEM BOARD Y2

SNK（旧社）
- Multi Video System（MVS）/ ハイパーネオジオ64

カネコ
- AXシステム / スーパーカネコノバシステム

カプコン
- CPシステム / CPシステムII / CPシステムIII

ケイブ
- CV1000

コナミ（現・コナミデジタルエンタテインメント→コナミアミューズメント）
- バブルシステム / ツイン16システム / SYSTEM-GX
- GQシステム / GVシステム（GV999 / ZV610）/ タランチュラ（M2基板）
- COBRA / NWK-TR / GX700 / システム573 / HORNET
- GSAN1 / DJ MAIN / Firebeat / TWINKLE
- Viper / PYTHON / PYTHON 2 / PC Based / Bemani PC

サミー
- ATOMISWAVE

ジャレコ
- メガシステム1 / メガシステム32

セイブ開発
- SPIシステム

セガ
- セガ・システム1 / システム2 / システムE（セガマークIII互換）
- Cボード / C2ボード（メガドライブ互換）
- セガ・システム16 / セガ・システム18 / セガ・システム24
- X-BOARD / Y-BOARD / セガ・システム32
- Sega Megatech （海外市場向け）/ Sega Mega Play（海外市場向け）
- Model1 / Model2 / Model3 / ST-V（セガサターン互換）
- NAOMI / NAOMI2 / SYSTEMSP（ドリームキャスト互換）
- HIKARU / Chihiro（XBOX互換） / LINDBERGH
- RINGWIDE / RINGEDGE / RINGEDGE2 / Nu / ALLS

セタ
- Aleck64（Nintendo64互換）

ソニー
- ZN-1 / ZN-2

タイトー
- SJシステム / KMシステム / Bシステム / Cシステム / Hシステム
- Lシステム / F1システム / F2システム / F3システム
- FXシステム / G-NETシステム / JCシステム / WOLFシステム / Type-Zero
- Taito Type X / Taito Type X+ / Taito Type X2 / Taito Type X Zero / Taito Type X3 / Taito Type X4

テクモ（現・コーエーテクモゲームス）
- TPS

データイースト
- デコカセットシステム

ナムコ（現・バンダイナムコエンターテインメント→バンダイナムコアミューズメント）
- SYSTEM 86 / SYSTEM I / SYSTEM II
- NA-1 / NA-2 / NB-1 / NB-2 / ND-1 / SYSTEMFL
- SYSTEM21 / SYSTEM21B / SYSTEM21C
- SYSTEM22 / SYSTEM SUPER22
- SYSTEM23 / SYSTEM SUPER23 / GORgON
- SYSTEM10 / SYSTEM11 / SYSTEM12
- SYSTEM246 / SYSTEM256 / SYSTEMスーパー256
- System N2 / SYSTEM357 / SYSTEM ES1

任天堂
- VS.システム（ファミリーコンピュータ互換）
- PlayChoice 10 （北米市場向け）/ Nintendo Super System（北米市場向け）

ビデオシステム
- VS-Z80-7

ブレッツァソフト
- クリスタルシステム

ミッドウェイ
- Astrocade / MCR / MCR II / MCR III / MCR-68 / Y-Unit（1991 - 1992）
- T-Unit（1993） / X-Unit（1994 レボリューションXでのみ使用）
- Wolf Unit（1994 - 1996）/ V-Unit（1995 - 1996）
- Zeus / Zeus II / Seattle / Vegas

共同開発基板
- M-10 , .. M-62 , M-107（アイレム、データイースト）
- トライフォース（セガ、ナムコ、任天堂）（ニンテンドーゲームキューブ互換）
- SSV（セタ、サミー、ビスコ）
- SkoPRO（AMI、サクセス、スコーネック）